# III Governo Constitucional de Timor-Leste
O III Governo Constitucional de Timor-Leste foi o terceiro governo de Timor-Leste desde a declaração de independência de Timor-Leste a 20 de maio de 2002. O primeiro-Ministro Estanislau da Silva liderou este governo de 19 de maio a 8 de agosto de 2007.

## Membros do Governo
| III Governo                                             |                                                                                        |
| Nome                                                    | Cargo                                                                                  |
| Estanislau da Silva                                     | Primeiro Ministro, Ministro da Defesa                                                  |
| Rui Maria de Araújo (independente)                      | Vice-Primeiro Ministro, Ministro da Saúde                                              |
| Ministros                                               |                                                                                        |
| Domingos Maria Sarmento (FRETILIN)                      | Ministro da Justiça                                                                    |
| Rosária Corte-Real (FRETILIN)                           | Ministro da Educação e Cultura                                                         |
| Alcino Araújo Baris                                     | Ministro do Interior                                                                   |
| Inácio Moreira                                          | Ministro dos Transportes e Comunicações                                                |
| Maria Madalena Brites Boavida (FRETILIN)                | Ministro do Planeamento e Finanças                                                     |
| Ana Pessoa Pinto (FRETILIN)                             | Ministra da Administração Estatal                                                      |
| Arcanjo da Silva                                        | Ministro do Desenvolvimento                                                            |
| Arsénio Paixão Bano                                     | Ministro do Trabalho e Solidariedade                                                   |
| Odete Vitor da Costa                                    | Ministro de Projetos de Construção do Estado                                           |
| José Teixeira                                           | Ministro dos Recursos Naturais, Minerais e Energia                                     |
| Antoninho Bianco (FRETILIN)                             | Ministro do Conselho de Ministros                                                      |
| Francisco Tilman de Sá Benevides                        | Ministro da Agricultura, Florestas e Pescas                                            |
| Viceministros                                           |                                                                                        |
| Valentim Ximenes                                        | Vice-Ministro da Administração Estatal                                                 |
| Filomeno Aleixo da Cruz                                 | Vice-Ministro da Administração Estatal                                                 |
| Ilda Maria da Conceição (independente)                  | Vice-Ministra do Ensino Fundamental e Médio                                            |
| Vítor da Conceição Soares                               | Vice-Ministro do Ensino Técnico e Superior                                             |
| José Agostinho Sequeira Somotxo                         | Vice-Ministro do Interior                                                              |
| Aicha Bassarewan (FRETILIN)                             | Vice-Ministro do Planeamento e Finanças                                                |
| Luís Maria Lobato                                       | Vice-Ministro da Saúde                                                                 |
| Adaljiza Magno (FRETILIN)                               | Vice-Ministra dos Negócios Estrangeiros e Cooperação                                   |
| Raúl da Cunha Mousaco                                   | Vice-Ministro de Projetos Estaduais de Construção                                      |
| António Cepeda                                          | Vice-Ministro do Desenvolvimento                                                       |
| Secretários de Estado                                   |                                                                                        |
| João Baptista Alves                                     | Secretário de Estado do Ordenamento do Território, Ordem Territorial e Desenvolvimento |
| Gregório José da Conceição Ferreira de Sousa (FRETILIN) | Secretário de Estado do Conselho de Ministros                                          |
| José Maria dos Reis (FRETILIN)                          | Secretário de Estado da Região I                                                       |
| Adriano Corte-Real                                      | Secretário de Estado da Região II                                                      |
| Carlos da Conceição de Deus                             | Secretário de Estado da Região III                                                     |
| Lino de Jesus Torrezão                                  | Secretário de Estado da Região IV                                                      |
| José Manuel Fernandes                                   | Secretário de Estado da Juventude e Desportos                                          |
| David Ximenes                                           | Secretário de Estado dos Veteranos e Ex-combatentes                                    |